# Franco Caracciolo (Dirigent)

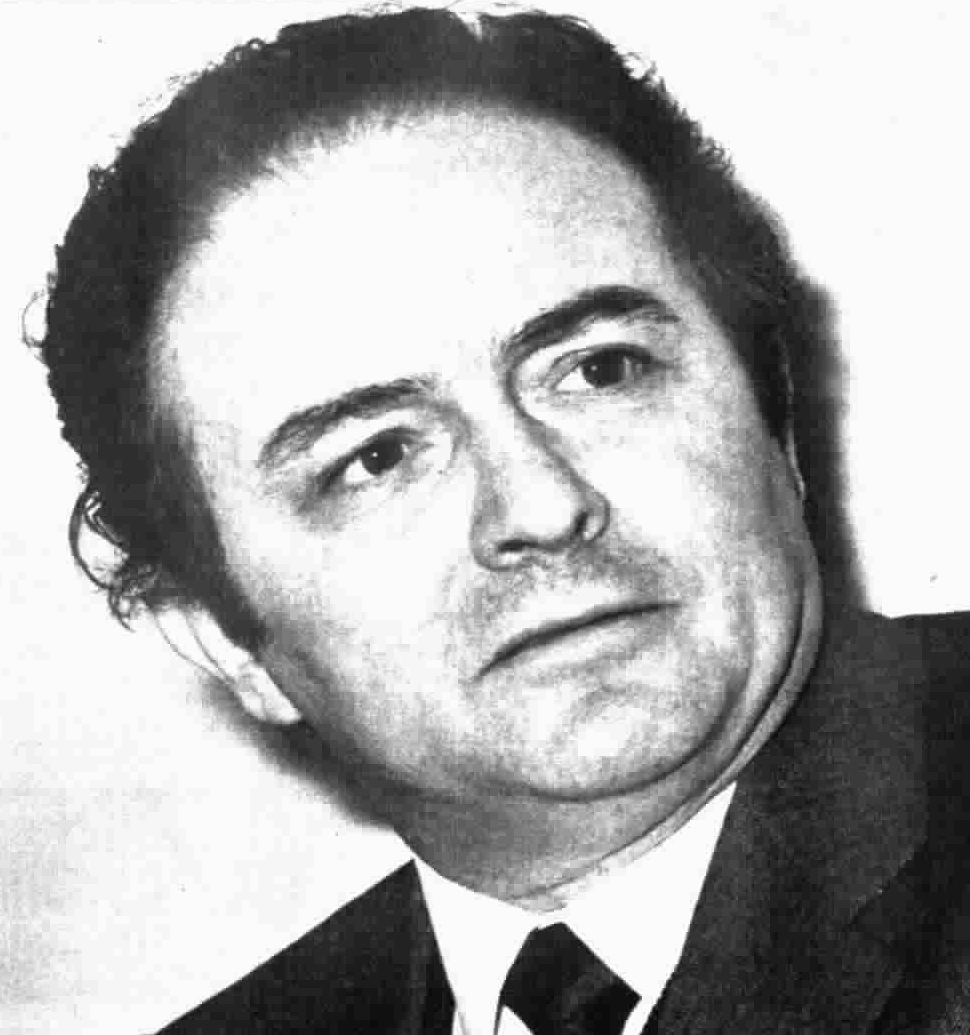
Franco Caracciolo 1972

Franco Caracciolo (* 29. März 1920 in Bari; † 28. September 1999 in Neapel) war ein italienischer Dirigent.

## Leben und Werk
Franco Caracciolo studierte am Conservatorio di Musica San Pietro a Majella in Neapel Klavier und Komposition.
1944 begann er sein öffentliches Wirken als Dirigent. Von 1949 bis 1964 wirkte er als Leiter des Orchestra Alessandro Scarlatti in Neapel. Von 1964 bis 1971 war er ständiger Dirigent des Symphonieorchester der RAI in Mailand. Von 1971 bis 1987 leitete er wieder das Orchestra Alessandro Scarlatti in Neapel.